# 血战台儿庄
《血战台儿庄》是一部中国大陆在1986年制作的电影，翟俊杰与杨光远合作执导，再现了台儿庄战役的历史。这部电影是中国大陆方面首次使用电影艺术的方式肯定国民党在抗日战争正面战场的作用，因此在首映时给观众带来耳目一新的感受。此电影与大陆其他电影风格截然不同，诸多细节迥异，甚至采用了国军的诸多习惯，如在军事地图中将日军绘成红色，国军为蓝色。
在程思遠推動下，廣西電影製片廠拍攝《血戰台兒莊》；蔣經國表示：「這部片子有幾點是可以的，第一，共產黨認為我們是抗日的；第二，對我父親是正面報道，沒有歪曲他。」

## 剧情

### 序幕
1938年春，日军新任派遣军司令官畑俊六陆军大将，接替了松井石根的统帅权。为一举打通津浦线，他打算与华北方面军南北夹攻，合围徐州。与此同时，国民革命军第五战区司令官李宗仁抵达徐州，布置作战方略，与日軍进行决战。李将军力排众议，起用了代人受过、被民众斥为"汉奸"的张自忠，同时，将川军王铭章师收编进自己麾下。
不久，在津浦路北线的韩复榘为保存实力，擅自放弃重镇济南，致使津浦线大门洞开。日军主力矶谷廉介乘虚南下，连克泰安、济宁、大汶口。蒋中正闻讯，将韩复榘骗至开封扣留，后押赴武昌枪决。日军坂坦师团为策应津浦线上矶谷师团的正面进攻，占领青岛后，沿胶济线进迫鲁南军事重镇临沂，与国军开战，台儿庄战役的序幕拉开。

### 大捷
临沂激战，庞炳勋集团伤亡惨重。李宗仁命张自忠部队增援。由于张自忠部队及时赶到，与庞炳勋部队前后夹攻，成功击退日军。3月15日，日军矶谷师团不待东南两路日军的配合，抢先入关，直扑滕县，与王铭章的川军一二二师开战。由于汤恩伯没有及时增援，致使滕县失守，王铭章戰死。
日军攻克滕县，又全力向徐州进攻。李宗仁决定扼守要塞台儿庄，在这里与日军展开决战。他迅速向孙连仲、张自忠、汤恩伯几个集团军下达了命令，并做了周密部署。经过与日本空军、坦克部队几个回合的拼杀，孙连仲部伤亡惨重，三十一师池峰城部张静波营长又因负伤临阵脱逃。池峰城激愤之中决定破釜沉舟，决一死战。他炸掉唯一的退路——运河浮桥，忍痛处决了张静波。屡遭挫折的日军改变部署，遂占领了台儿庄四分之三。但抄后路的汤恩伯却依然按兵不动，李宗仁以军法严令汤立刻出兵，汤恩伯不得不率部队从侧后向日军进攻。同时，台儿庄一线的国军全线反攻，日军矶谷师团陷入重围。国军乘胜进击，全歼日军于台儿庄外。第五战区司令长官李宗仁向国民政府军事委员会发出电报，台儿庄大战告捷。

## 演员列表
| 中国   | 中国   |
| ------ | ------ |
| 角色   | 演員   |
| 李宗仁 | 邵宏来 |
| 张自忠 | 初国梁 |
| 池峰城 | 江化霖 |
| 王铭章 | 翟俊杰 |
| 蒋中正 | 赵恒多 |
| 孙连仲 | 宋广汉 |
| 汤恩伯 | 张铭煜 |
| 白崇禧 | 陈继铭 |
| 韩复榘 | 齐春祥 |
| 徐祖贻 | 陈默   |
| 庞炳勋 | 李进业 |
| 关麟征 | 马世祥 |
| 庞炳勋 | 李进业 |
| 张静波 | 葛亚明 |

| 日本       | 日本   |
| ---------- | ------ |
| 角色       | 演員   |
| 矶谷廉介   | 董骥   |
| 板垣征四郎 | 徐永亮 |
| 冈村次郎   | 王德纯 |
| 濑谷启     | 王少奇 |
| 坂本顺     | 朱子铮 |

## 制作人员
- 制作人：农亩烈、张本烈、林亮 、周润来
- 导演：杨光远、翟俊杰
- 副导演（助理）：余斌
- 编剧：田军利、费林军
- 摄影：鞠烽、雷甲铭、叶瑞伟（副摄影）
- 配乐：苏铁
- 剪辑：吴光灿、唐凯云
- 道具：冯其孝、张剑扬、农世煜
- 美术设计：吴昭华、陈耀功、雷小兰（副美工）、呼鸣（副美工）
- 造型设计：颜碧君、赵志敏（化妆）、苗红（化妆）、甘俊（化妆）
- 服装设计：崔学礼、崔顺珍、黄纲明、吕淑萍 、田耕
- 视觉特效：孙立新
- 录音：李祖文、韩维君、李云平（副录音）
- 布景师：莫乃帮、廖嘉贵

## 评价
截至2022年12月22日，该片在豆瓣共有10654人標記，平均评分为8.6分。
蔣經國在观看过这部影片后曾有所评价：
這部片子有幾點是可以的，第一，共產黨認為我們是抗日的；第二，對我父親是正面報道，沒有歪曲他。

## 获奖记录
| 頒獎典禮                      | 獎項         | 名單           | 結果 |
| ----------------------------- | ------------ | -------------- | ---- |
| 第七届中国电影金鸡奖          | 最佳故事片奖 | 血战台儿庄     | 提名 |
| 第七届中国电影金鸡奖          | 最佳编剧奖   | 田军利、费林军 | 獲獎 |
| 第七届中国电影金鸡奖          | 最佳男主角   | 邵宏来         | 提名 |
| 第七届中国电影金鸡奖          | 最佳男配角   | 翟俊杰         | 提名 |
| 第七届中国电影金鸡奖          | 最佳化装奖   | 颜碧君、赵志敏 | 獲獎 |
| 第七届中国电影金鸡奖          | 最佳烟火     | 于泽、刘垣     | 獲獎 |
| 第十届《大众电影》百花奖      | “最佳故事片” | 血战台儿庄     | 獲獎 |
| 第二届表演艺术学会奖金凤凰奖  | 学会奖       | 赵恒多         | 獲獎 |
| 新进杯”中国反法西斯战争优影片 |              | 血战台儿庄     | 獲獎 |